# Haapasaari (ö i Birkaland, Tammerfors)
Haapasaari är en ö i Finland. Den ligger i sjön Näsijärvi och i kommunen Ylöjärvi i den ekonomiska regionen Tammerfors och landskapet Birkaland, i den södra delen av landet, 180 km norr om huvudstaden Helsingfors. Öns area är 16,3 hektar och dess största längd är 0,8 kilometer i öst-västlig riktning.